# ألفرد فيل
ألفرد فيل (بالإنجليزية: Alfred Fell)‏ هو لاعب اتحاد الرغبي نيوزيلندي، ولد في 17 يناير 1878 في مدينة نيلسون في نيوزيلندا، وتوفي في 20 أبريل 1953 في كولشيستر في المملكة المتحدة.

## وصلات خارجية
- ألفرد فيل عل موقع إسبنسكروم (الإنجليزية)